# Atbassar
Atbassar (en kazakh : Атбасар, en russe : Атбасар) est une ville de l’oblys d'Aqmola, au nord du Kazakhstan, et le chef-lieu du district éponyme. Sa population s'élevait à 29 733 habitants en 2014.

## Situation
Atbassar est située sur la rive droite du Jabaï (un affluent de l’Ichim), à 232 kilomètres à l’ouest d’Astana.

## Histoire
La localité créée en 1845 est à l’origine un village de Cosaques. Elle porte jusqu’en 1892 le nom de stanitsa d’Atbassarskaïa. Sa foire d’été est alors célèbre.

Les premières mentions du toponyme Atbassar datent des années 1830 quand, à la confluence des rivières Atbassarka et Keregetas, est élevée la borne frontière no 96. Dix ans plus tard, il se transforme en Atbassarskoïe lors de la construction du fort no 89 sur la voie de 275 kilomètres entre Akmola et Kokchetaou.

En 1843, le gouverneur-général de la Sibérie occidentale, Gortchakov, offre de construire un village fortifié, Atbassarskaïa, ce qui est fait pour le 6 juin 1845. Le village est rebaptisé Atbassar en 1978 et devient le chef-lieu de l’unité territoriale Atbassarski.

Avant la révolution industrielle, l’économie du village stagne.

Au début des années 1920, neuf entreprises sont recensées.

En 1928, de nouvelles zones administratives sont formées sur le territoire de la République autonome du Kazakhstan. La résolution du 17 janvier 1928 du Comité exécutif central panrusse (en russe : Всероссийский Центральный Исполнительный Комитет ou ВЦИК) dissout l’unité territoriale Atbassarski et, le 28 septembre, l’incorpore en tant que chef-lieu au district d’Akmola. Atbassar est adjoint à l’oblast de Karaganda, lors de la formation de celui-ci en 1932, puis en 1936 à l’oblast du Kazakhstan-Septentrional.

Le décret du 14 octobre 1939 du Præsidium du Soviet suprême d’URSS crée l’oblast (oblys aujourd'hui) d’Akmola, et en place le chef-lieu dans ce qui deviendra Astana. Atbassar en fait partie.

## Population
Atbassar a vu sa population régresser de près d’un tiers, de 1989 (39 163 habitants) à 2012 (29 984 habitants).
Recensements (*) ou estimations de la population :
| 1897* | 1959*  | 1970*  | 1979*  | 1989*  |
| ----- | ------ | ------ | ------ | ------ |
| 3 038 | 34 316 | 37 228 | 36 250 | 39 163 |

| 1999*  | 2009*  | 2012   | 2013   | 2014   |
| ------ | ------ | ------ | ------ | ------ |
| 32 288 | 30 436 | 29 984 | 29 853 | 29 733 |

Au 1er janvier 2013, les Russes ethniques représentent 40 % de la population, suivis des Kazakhs à 35 %; les autres nationalités sont les Ukrainiens, les Allemands, les Biélorusses, les Tatars, les Ingouches à 25 %.
La majorité de la population est de religion orthodoxe avec une minorité sunnite. Il existe de petites communautés protestantes et une petite paroisse catholique administrée par les Frères Franciscains de l'Immaculée.

## Climat
Atbassar bénéficie d'un climat continental à étés chauds (Dfb selon la classification de Köppen), avec des saisons été et hiver bien définies. Le mois le plus chaud en moyenne est juillet, 20 °C en moyenne, et le plus froid est janvier avec en moyenne - 18 °C. Juillet est également le mois le plus arrosé, alors que février est la période la plus sèche.
| Mois                                | jan. | fév. | mars | avril | mai  | juin | jui. | août | sep. | oct. | nov. | déc. | année |
| ----------------------------------- | ---- | ---- | ---- | ----- | ---- | ---- | ---- | ---- | ---- | ---- | ---- | ---- | ----- |
| Température minimale moyenne (°C)   | −23  | −22  | −17  | −3    | 4    | 10   | 12   | 10   | 4    | −2   | −12  | −20  | −5    |
| Température moyenne (°C)            | −18  | −17  | −11  | 2     | 12   | 17   | 19   | 17   | 11   | 3    | −7   | −15  | 3     |
| Température maximale moyenne (°C)   | −13  | −12  | −6   | 7     | 20   | 25   | 27   | 25   | 18   | 8    | −3   | −11  | 7     |
| Précipitations (mm)                 | 18,7 | 14,3 | 14,7 | 17,9  | 28,1 | 36,4 | 44,4 | 31,5 | 21,8 | 23,4 | 19,9 | 19,7 | 290,7 |
| Nombre de jours avec précipitations | 17   | 15   | 15,8 | 10    | 9,5  | 9,4  | 7,5  | 8,4  | 7,5  | 10,7 | 17,3 | 18,7 | 146,8 |